# Zhuolu
Der Kreis Zhuolu (涿鹿县,  Zhuōlù Xiàn) ist ein Kreis im Süden der bezirksfreien Stadt Zhangjiakou in der chinesischen Provinz Hebei in der Nähe des Zusammenflusses Sanggan He (桑干河) und des Yang He (洋河). Er hat eine Fläche von 2.796 Quadratkilometern und zählt 333.932 Einwohner (Stand: Zensus 2010). Sein Hauptort ist die Großgemeinde Zhuolu (涿鹿镇).
Zu seinen Sehenswürdigkeiten zählt die Stadt des Gelben Kaisers (Huangdi cheng).

## Administrative Gliederung
Auf Gemeindeebene setzt sich der Kreis Zhuolu aus einem Kreisbezirk (县辖区), acht Großgemeinden und vier Gemeinden zusammen.